# Casa spiritelor (roman)
Casa spiritelor (în spaniolă La casa de los espíritus) este romanul de debut al lui Isabel Allende. Romanul a fost respins de mai multe edituri de limba spaniolă înainte de a fi publicat la Buenos Aires în 1982. A devenit instantaneu un bestseller, a fost apreciat de critici și i-a adus celebritate scriitoarei Isabel Allende. Romanul a fost desemnat cel mai bun roman al anului în Chile în 1982, iar Allende a primit premiul Panorama Literario al țării sale de origine. Casa spiritelor a fost tradus în peste 20 de limbi.